# Concepción Blanco Mínguez
Concepción Blanco Mínguez (Alcalá de Henares, Madrid 1907- Cádiz, 1994), fue directora del Museo Arqueológico de Cádiz de 1932 a 1977.

## Biografía
Estudió Filosofía y Letras (sección Historia), en la Universidad Central de Madrid, licenciándose en 1930.
Tras opositar al Cuerpo Superior Facultativo de Archivos, Bibliotecas y Museos, en 1932 asume la dirección del Museo Arqueológico provincial de Cádiz que implicaba, también, ser Inspectora de Excavaciones en toda la provincia. En paralelo a este puesto que ocupará hasta su jubilación, es profesora del Instituto Columela, del que será la primera mujer en ejercer como docente, en el que enseña de 1933 a 1943 así como de la Universidad a distancia. De manera interina ocupa, además, la dirección del archivo de la Delegación de Hacienda y es miembro de la Cátedra Adolfo de Castro del Instituto de Estudios Gaditanos y de la Real Academia de Bellas Artes de Cádiz.
Se jubila en 1977 pero no abandona su puesto en el museo hasta que finalmente es sustituida por el nuevo director, Ramón Corzo Sánchez, en 1978.
Muere en Cádiz en 1994, a los 87 años.

## Publicaciones
- "El Museo Arqueológico de Cádiz". En Revista Geográfica Española, 13. (1943)
- "El tesoro del Cortijo de Évora". En Archivo Español de Arqueología. 50-57.(1959)
- "Memorias del Museo Arqueológico Provincial de Cádiz". (1940, 1941, 1942, 1943, 1944, 1945, 1946, 1947). En Memorias de los Museos Arqueológicos Provinciales, Madrid.
- "El mosaico de 'Marchenilla' (Jimena de la Frontera, Cádiz)". En Noticiario Arqueológico Hispánico, VIII-IX. 190-192. (1964-1965)
- "Nuevas piezas fenicias del Museo Arqueológico de Cádiz". En Archivo Español de Arqueología. 50-61. (1970)

## Reconocimientos
El 7 de marzo de 1994 se organizó un acto en su memoria organizado por la Real Academia de Bellas Artes de Cádiz, que fue publicado posteriormente.